# Apospasta rhodina
Apospasta rhodina är en fjärilsart som beskrevs av Fletcher 1961. Apospasta rhodina ingår i släktet Apospasta och familjen nattflyn. Inga underarter finns listade i Catalogue of Life.